# Liste der Biografien/Henz
Liste der Biografien |
Portal Biografien |
Personensuche
# |
A |
B |
C |
D |
E |
F |
G |
H |
I |
J |
K |
L |
M |
N |
O |
P |
Q |
R |
S |
T |
U |
V |
W |
X |
Y |
Z |
?
 
Ha |
Hd |
He |
Hi |
Hj |
Hk |
Hl |
Hm |
Hn |
Ho |
Hr |
Hs |
Ht |
Hu |
Hv |
Hw |
Hy
 
Hea |
Heb |
Hec |
Hed |
Hee |
Hef |
Heg |
Heh |
Hei |
Hej |
Hek |
Hel |
Hem |
Hen |
Heo |
Hep |
Heq |
Her |
Hes |
Het |
Heu |
Hev |
Hew |
Hex |
Hey |
Hez
 
Hena |
Henb |
Henc |
Hend |
Hene |
Henf |
Heng |
Henh |
Heni |
Henj |
Henk |
Henl |
Henm |
Henn |
Heno |
Henq |
Henr |
Hens |
Hent |
Henu |
Henv |
Henw |
Heny |
Henz
Die Liste der Biografien führt alle Personen auf, die in der deutschsprachigen Wikipedia einen Artikel haben. Dieses ist eine Teilliste mit 80 Einträgen von Personen, deren Namen mit den Buchstaben „Henz“ beginnt.

## Henz
- Henz, Albert (* 1954), deutscher evangelischer Theologe
- Henz, Hubert (1926–1994), deutscher Pädagoge und Psychologe
- Henz, Ludwig Benjamin (1798–1860), deutscher Eisenbahningenieur und preußischer Baubeamter
- Henz, Michael (* 1956), deutscher Fossiliensammler und Paläontologe
- Henz, Roland (1949–2017), deutscher Politiker (SPD), MdL, Oberbürgermeister von Saarlouis
- Henz, Rudolf (1897–1987), österreichischer Schriftsteller; Programmdirektor des Österreichischen Rundfunks
- Henz, Vivien (* 2004), luxemburgischer Leichtathlet
- Henz-Diémand, Emmy (1937–2017), Schweizer Pianistin

### Henze
- Henze, Adolf (1814–1883), deutscher Verleger, Autor, Graphologe und Numismatiker
- Henze, Albert (1873–1944), deutscher Politiker und sozialdemokratischer Senator der Hansestadt Lübeck
- Henze, Albert (1894–1979), deutscher Generalleutnant im Zweiten Weltkrieg
- Henze, Albert (1900–1994), deutscher Lehrer, Oberschulrat, Gauschulungsleiter und Senatsdirektor
- Henze, Andreas (1833–1925), deutscher römisch-katholischer Priester, Gymnasialprofessor und Meteorologe
- Henze, Anton (1913–1983), deutscher Kunsthistoriker, Kulturjournalist und Autor
- Henze, Arnd (* 1961), deutscher Journalist und PublizistArnd Henze (* 1961)

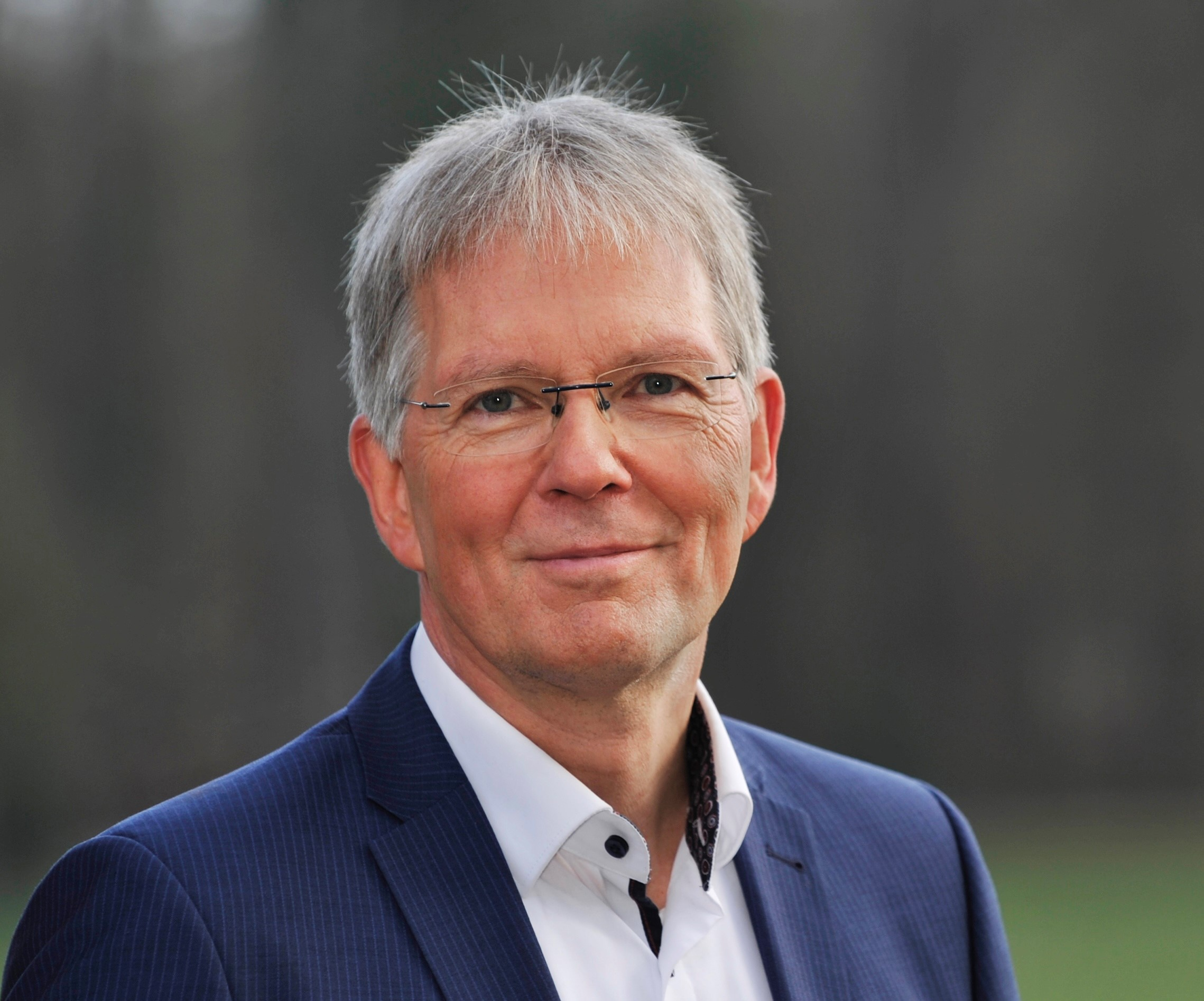
Arnd Henze (* 1961)

- Henze, Arno (1936–2019), deutscher Diplomlandwirt und Ökonom
- Henze, Arthur (1877–1945), deutscher Kaufmann, Unternehmer und Freimaurer
- Henze, August (1867–1944), deutscher Sonderschullehrer
- Henze, Bruno (1900–1978), deutscher Gitarrist, Harfenist, Komponist und Musikpädagoge
- Henze, Carl (1872–1946), deutscher Gitarrist, Komponist, Dirigent und Musikpädagoge
- Henze, Christian (* 1968), deutscher Koch, Autor von Kochbüchern und Fernsehkoch
- Henze, Dietmar (* 1935), deutscher Geograph und Historiker
- Henze, Ernst (1926–2008), deutscher lutherischer Theologe
- Henze, Ernst (1927–1986), deutscher Mathematiker und Hochschullehrer
- Henze, Ferdinand (1888–1959), deutscher Malermeister und Politiker (SPD, USPD)
- Henze, Frank (* 1977), deutscher Kanute
- Henze, Franziska (* 1931), deutsche und schweizerische Tischtennisspielerin
- Henze, Hannelore (* 1936), deutsche Autorin und Architektin
- Henze, Hans Werner (1926–2012), deutscher KomponistHans Werner Henze (1926–2012)

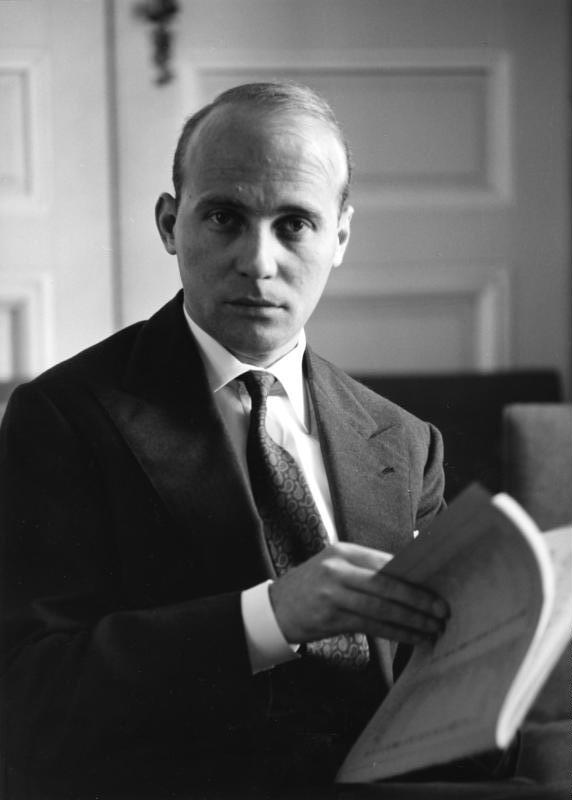
Hans Werner Henze (1926–2012)

- Henze, Hartwig (* 1938), deutscher Jurist, Richter am Bundesgerichtshof
- Henze, Heinz (1912–2009), deutscher Jurist und EU-Diplomat
- Henze, Helmut (* 1906), deutscher Jurist
- Henze, Holger (* 1944), deutscher Gastwirt, Galeriebesitzer, Schauspieler und ComicautorHolger Henze (* 1944)

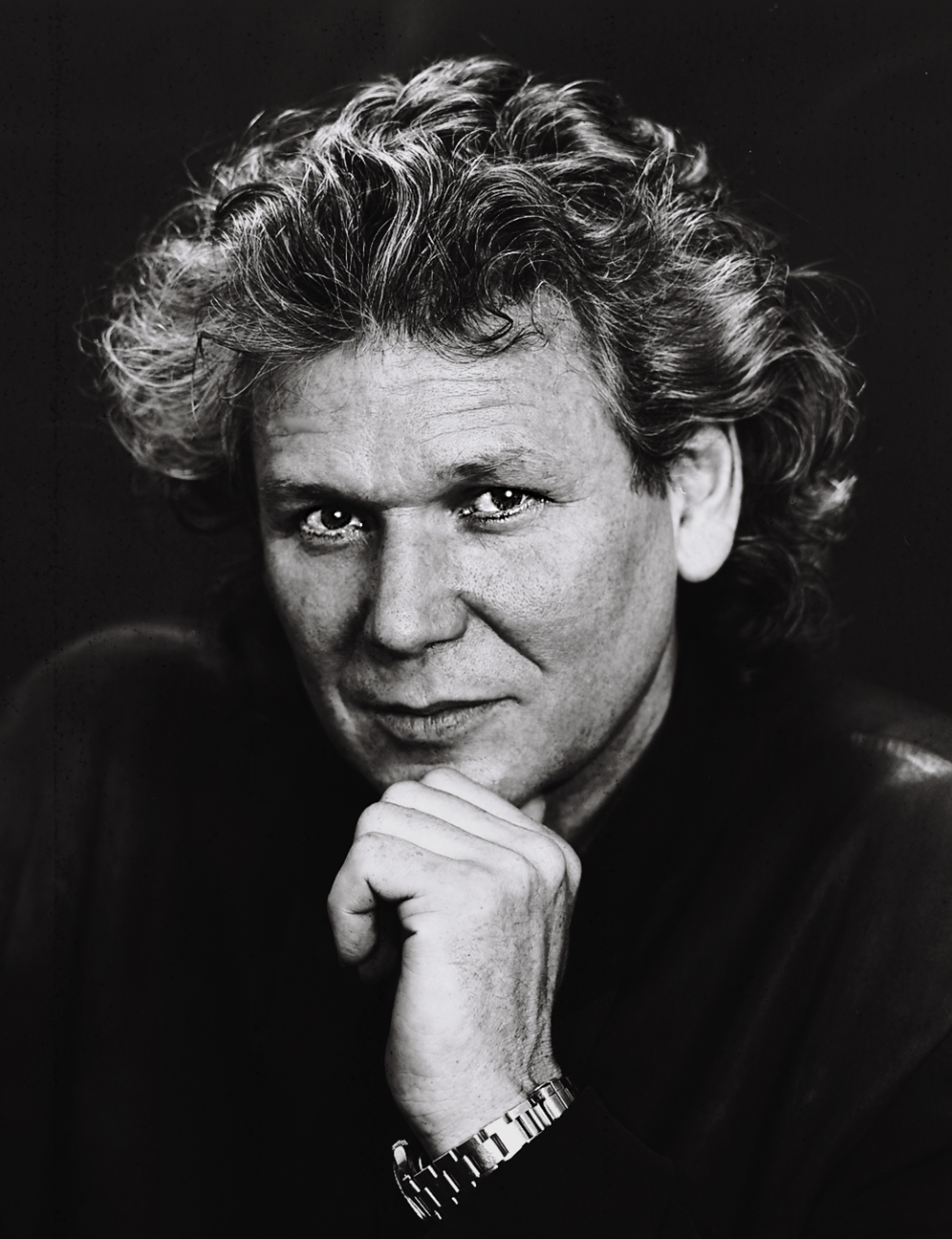
Holger Henze (* 1944)

- Henze, Jörg, deutscher DJ, Produzent, Label-Betreiber und Gründer eines Vertriebsnetzwerks in der elektronischen Musikszene
- Henze, Jürgen (* 1937), deutscher Politiker (SPD), MdL (Rheinland-Pfalz)
- Henze, Leon (* 1992), deutscher Fußballspieler
- Henze, Maria (1926–1972), deutsche Pädagogin und Politikerin (CDU), MdB
- Henze, Martin (1873–1956), deutsch-US-amerikanischer Chemiker
- Henze, Max (1899–1951), deutscher Politiker (NSDAP), MdR, Polizeipräsident und SS-Brigadeführer
- Henze, Norbert (* 1951), deutscher Mathematiker
- Henze, Otto (1908–1991), deutscher Forstmann und Ornithologe
- Henze, Paul (1880–1966), deutscher Maschinenbauingenieur und Automobilpionier
- Henze, Paul (1900–1968), deutscher Politiker (SPD, SED)
- Henze, Paul Bernard (1924–2011), US-amerikanischer Schriftsteller, CIA-Agent und Rundfunksprecher bei Radio Free Europe
- Henze, Philip (* 1993), deutscher Kameramann
- Henze, Robert (1827–1906), deutscher Bildhauer
- Henze, Stefan (* 1965), deutscher Politiker (AfD), MdL
- Henze, Stefan (1981–2016), deutscher Kanute und Kanutrainer
- Henze, Volker (* 1950), deutscher Maler und Hochschullehrer
- Henze, Walter (1869–1915), deutscher Althistoriker und Gymnasiallehrer
- Henze, Wilhelm (1845–1918), deutscher Schriftsteller und Humorist, der in Plattdeutscher Sprache seine Werke vortrug
- Henze, Wilhelm (1908–1996), deutscher Historiker und Archivar
- Henze, Wilhelm (1910–2004), deutscher Sportwissenschaftler, Sporthistoriker und Sportfunktionär
- Henze, Wolfgang (1904–1969), deutscher Keramiker und Hochschullehrer
- Henze-Döhring, Sabine (* 1953), deutsche Musikwissenschaftlerin und Opernforscherin
- Henzel, Friedrich (1891–1984), deutscher Betriebswirtschaftler sowie Hochschullehrer
- Henzel, Karl (1876–1959), deutscher Politiker (SPD), Landtagsabgeordneter im Volksstaat Hessen
- Henzell, William (* 1982), australischer Tischtennisspieler
- Henzen, Alexander (1807–1880), preußischer Generalmajor
- Henzen, Andreas (* 1955), Schweizer Maler, Grafiker und Bildhauer
- Henzen, Walter (1895–1967), Schweizer Germanist
- Henzen, Wilhelm (1816–1887), deutscher Epigraphiker
- Henzen, Wilhelm (1850–1910), deutscher Dichter und Dramaturg

### Henzi
- Henzi, Niklaus (1571–1635), Schweizer reformierter Geistlicher
- Henzi, Petra (* 1969), Schweizer Mountainbikerin
- Henzi, Rudolf (1794–1829), schweizerischer Theologe, Linguist, Orientalist und Universitätsprofessor in Dorpat
- Henzi, Samuel (1701–1749), Schweizer Schriftsteller, Politiker und Revolutionär
- Henzinger, Monika (* 1966), deutsche InformatikerinMonika Henzinger (* 1966)

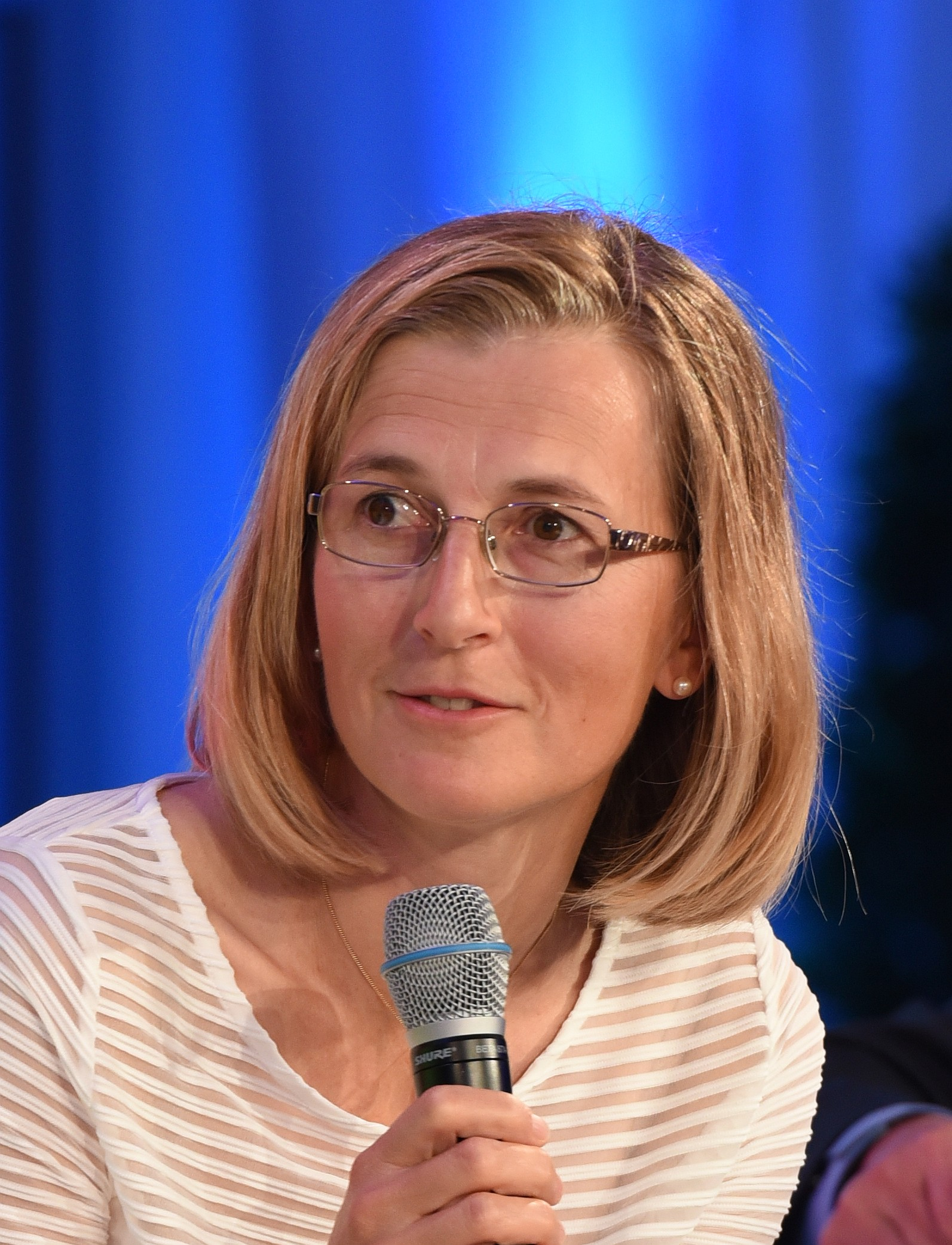
Monika Henzinger (* 1966)

- Henzinger, Thomas (* 1962), österreichischer Informatiker

### Henzl
- Henzl, Leopold (1910–1969), österreichischer Fußballspieler
- Henzler, Clemens (1945–2022), deutscher Politiker (CDU), MdL Rheinland-Pfalz
- Henzler, Dorothea (* 1948), deutsche Politikerin (FDP), MdL
- Henzler, Dorothee (* 1992), deutsche Turnerin
- Henzler, Helmut (* 1948), deutscher Automobilrennfahrer
- Henzler, Herbert (* 1941), deutscher Unternehmensberater
- Henzler, Hubert (1938–2021), deutscher Fußballspieler
- Henzler, Klaus, deutscher Basketballspieler
- Henzler, Reinhold (1902–1968), deutscher Ökonom, Professor für Betriebswirtschaftslehre
- Henzler, Simon (* 1976), deutscher Fußballtorhüter
- Henzler, Wolf (* 1975), deutscher Automobilrennfahrer